# Dejan Vojnović
Pour les articles homonymes, voir Vojnović.
Dejan Vojnović, né le 23 mars 1975 à Split, est un ancien athlète croate, spécialiste du 100 m. Une fois sa carrière en athlétisme terminée, il est devenu spécialiste du bobsleigh et a participé aux Jeux olympiques d'hiver à Turin.
Il détient le record de Croatie du 100 m en 10 s 25, obtenu à Radès le 11 septembre 2001.